# Colobaea canadensis
Colobaea canadensis är en tvåvingeart som beskrevs av Knutson och Orth 1990. Colobaea canadensis ingår i släktet Colobaea och familjen kärrflugor.
Artens utbredningsområde är Manitoba. Inga underarter finns listade i Catalogue of Life.